# Агент Коди Банкс
'Агент Коуди Банкс (на английски: Agent Cody Banks) е от 2003 г. американска комедия на режисьора Харалд Зуарт. Тази история проследява приключенията на 15-годишния главен герой във филма изигран от Франки Мюниц, който трябва да свърши домакинската си работа у тях и да отиде на училище. ЦРУ набират млади таланти, които да работят за тях. Не след дълго те решават, че този младеж е най-подходящ за тази работа като го назначават да работи при тях, като супершпионин. Но те не съзнават, че той не може да общува с момичета. Филмът е заснет в Британска Колумбия. Издаден е в САЩ на 14 март 2003 година.

## Сюжет
Правителствен агент обучава Коуди Банкс в операции под прикритие, докато ученикът мечтае за игри. Като повечето връстници, Коуди обича да кара скейтборд, ненавижда математиката и се държи стеснително пред всички момичета, включително и красивата си инструкторка Роника Майлс. Предстои първата му шпионска задача – да стане отличник в класа и гадже на Натали Конърс, чийто баща е учен, несъзнателно участващ в разработването на смъртоносни наноботи за унищожение на защитната система на Земята. Поръчителят е враждебната организация ЕРИС. Коуди трябва да използва всичките си умения при високи скорости с бягащи коли, сноуборд и спускане по планински склон, за да спаси света.

## Актьорски състав
| Актьор           | Роля                            |
| ---------------- | ------------------------------- |
| Франки Мюниц     | Агент Коуди Банкс               |
| Хилари Дъф       | Натали (Катерина) Конърс        |
| Анджи Хармън     | Вероника Майлс                  |
| Кийт Дейвид      | директор на ЦРУ                 |
| Иън Макшейн      | Д-р Бринкман (бащата на Натали) |
| Арнолд Восло     | Франсоа Моле                    |
| Мартин Донован   | Д-р Алберт Конърс               |
| Синтия Стивънсън | г-жа Банкс                      |
| Даниел Ройбук    | господин Банкс                  |
| Конър Уидоус     | Алекс Банкс                     |
| Даръл Хамънд     | Ърл                             |
| Питър Нюл        | Роузчънк                        |
| Ноъл Фишър       | Фенстър                         |

## Продължение
А продължението, Агент Коуди Банкс 2: Дестинация Лондон, е издаден през 2004 г., но Дъф и Хармън не се завръщат.

## Възприятие сред критиците
Рецензиите за филма са смесени. Филмовият критик Роджър Ибърт пише, че филмът „съдържа много прецизност и енергия, но хуморът е по-скоро предсказуем, отколкото увлекателен...Бих могъл да ви погледна директно в очите и да ви препоръчам да гледате „Деца шпиони“, но що се отнася до този филм – Ако не сте дете, по-добре недейте.“

## Български дублажи
| Обработка           | Продуцентски център „Външна телевизионна продукция“                             |
| ------------------- | ------------------------------------------------------------------------------- |
| Преводач            | Цветелина Николова                                                              |
| Редактор            | Пепа Попова                                                                     |
| Тонрежисьор         | Елеонора Карагьозова                                                            |
| Режисьор на дублажа | Людмила Кръстева-Маврикова                                                      |
| Озвучаващи артисти  | Десислава Знаменова Любомир Младенов Симеон Владов Мартин Герасков Виктор Танев |

| Озвучаващи артисти  | Ани Василева Христина Ибришимова Силви Стоицов Симеон Владов Николай Николов Христо Узунов |
| Преводач            | Бисер Пачев                                                                                |
| Тонрежисьор         | Цветомир Цветков                                                                           |
| Режисьор на дублажа | Димитър Кръстев                                                                            |